# Fausto Vera
Fausto Mariano Vera (Hurlingham, 26 marzo 2000) è un calciatore argentino, centrocampista dell'Atlético Mineiro.

## Caratteristiche tecniche
È un mediano.

## Carriera

### Club
Cresciuto nel settore giovanile dell'Argentinos Juniors, ha esordito in prima squadra il 12 novembre 2018 disputando l'incontro di campionato perso 2-1 contro il Tigre.
Il 26 luglio 2022 si trasferisce al Corinthians per 6 milioni di euro.
Il 16 luglio 2024 diventa ufficiale il trasferimento all'Atlético Mineiro con cui firma un contratto fino al 31 dicembre 2027.

### Nazionale
Con la nazionale argentina Under-17 ha disputato da titolare il campionato sudamericano Under-17 2017, non riuscendo tuttavia a superare il primo girone.
Nel 2019 è stato convocato da Fernando Batista per disputare il campionato sudamericano Under-20 2019.

## Statistiche
Statistiche aggiornate al 26 gennaio 2019.

### Cronologia presenze e reti in nazionale
| Cronologia completa delle presenze e delle reti in nazionale ― Argentina under 20 | Cronologia completa delle presenze e delle reti in nazionale ― Argentina under 20 | Cronologia completa delle presenze e delle reti in nazionale ― Argentina under 20 | Cronologia completa delle presenze e delle reti in nazionale ― Argentina under 20 | Cronologia completa delle presenze e delle reti in nazionale ― Argentina under 20 | Cronologia completa delle presenze e delle reti in nazionale ― Argentina under 20 | Cronologia completa delle presenze e delle reti in nazionale ― Argentina under 20 | Cronologia completa delle presenze e delle reti in nazionale ― Argentina under 20 |
| Data                                                                              | Città                                                                             | In casa                                                                           | Risultato                                                                         | Ospiti                                                                            | Competizione                                                                      | Reti                                                                              | Note                                                                              |
| --------------------------------------------------------------------------------- | --------------------------------------------------------------------------------- | --------------------------------------------------------------------------------- | --------------------------------------------------------------------------------- | --------------------------------------------------------------------------------- | --------------------------------------------------------------------------------- | --------------------------------------------------------------------------------- | --------------------------------------------------------------------------------- |
| 24-1-2019                                                                         | Curicó                                                                            | Uruguay under 20                                                                  | 0 – 1                                                                             | Argentina under 20                                                                | Sudamericano Sub-20 2019 - 1º turno                                               | -                                                                                 |                                                                                   |
| 26-1-2019                                                                         | Talca                                                                             | Argentina under 20                                                                | 1 – 0                                                                             | Perù under 20                                                                     | Sudamericano Sub-20 2019 - 1º turno                                               | -                                                                                 |                                                                                   |
| Totale                                                                            |                                                                                   | Presenze                                                                          | 2                                                                                 |                                                                                   | Reti                                                                              | 0                                                                                 |                                                                                   |

| Cronologia completa delle presenze e delle reti in nazionale ― Argentina under 17 | Cronologia completa delle presenze e delle reti in nazionale ― Argentina under 17 | Cronologia completa delle presenze e delle reti in nazionale ― Argentina under 17 | Cronologia completa delle presenze e delle reti in nazionale ― Argentina under 17 | Cronologia completa delle presenze e delle reti in nazionale ― Argentina under 17 | Cronologia completa delle presenze e delle reti in nazionale ― Argentina under 17 | Cronologia completa delle presenze e delle reti in nazionale ― Argentina under 17 | Cronologia completa delle presenze e delle reti in nazionale ― Argentina under 17 |
| Data                                                                              | Città                                                                             | In casa                                                                           | Risultato                                                                         | Ospiti                                                                            | Competizione                                                                      | Reti                                                                              | Note                                                                              |
| --------------------------------------------------------------------------------- | --------------------------------------------------------------------------------- | --------------------------------------------------------------------------------- | --------------------------------------------------------------------------------- | --------------------------------------------------------------------------------- | --------------------------------------------------------------------------------- | --------------------------------------------------------------------------------- | --------------------------------------------------------------------------------- |
| 25-2-2017                                                                         | Curicó                                                                            | Venezuela under 17                                                                | 1 – 0                                                                             | Argentina under 17                                                                | Sudamericano Sub-17 2017 - 1º turno                                               | -                                                                                 | 74’                                                                               |
| 1-3-2017                                                                          | Talca                                                                             | Argentina under 17                                                                | 3 – 0                                                                             | Perù under 17                                                                     | Sudamericano Sub-17 2017 - 1º turno                                               | -                                                                                 |                                                                                   |
| 4-3-2017                                                                          | Talca                                                                             | Brasile under 17                                                                  | 2 – 0                                                                             | Argentina under 17                                                                | Sudamericano Sub-17 2017 - 1º turno                                               | -                                                                                 |                                                                                   |
| Totale                                                                            |                                                                                   | Presenze                                                                          | 3                                                                                 |                                                                                   | Reti                                                                              | 0                                                                                 |                                                                                   |

## Palmarès
- Campionato mineiro: 1

Atlético Mineiro: 2025